# 좀비별
좀비별(영어: Zombie star)은 lax형 초신성의 가설상의 결과로, 폭발 자체로 별의 물질을 완전히 날려버리기 보다는 잔해로서 남겨진 별을 의미한다. Iax형 초신성은 Ia형 초신성과 유사하나, 낮은 질량 방출 속도와 낮은 광도를 지닌다. 과학자들은 Iax형 초신성이 Ia형 초신성의 약 5 퍼센트에서 30 퍼센트 비율로 발생할 것이라 생각한다. 서른 개의 초신성이 이러한 유형의 초신성으로 확인되어 왔다.
백색왜성과 짝별로 이루어진 쌍성계에서, 백색왜성은 자신의 짝별의 물질을 벗겨내어 흡수한다. 일반적으로 백색왜성은 결국 어떠한 임계질량에 이르러 그에 따라 발생하는 핵융합 반응이 백색왜성을 폭발시켜 완전히 소멸시켜버리지만, Iax형 초신성에서는 백색왜성 질량의 단 절반만이 손실된다.

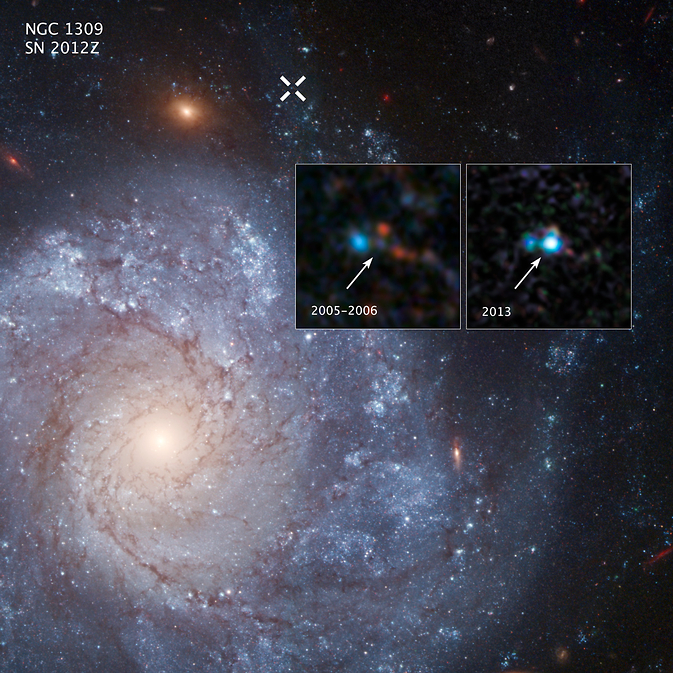
사진 속에 삽입된 두 사진은 NASA의 허블 우주 망원경 촬영한 나선은하 NGC 1309에서 발생한 초신성 2012Z의 발생 전후 모습을 담았다. 큰 사진의 상단부에 하얀 X 표시는 이 은하에서 초신성의 위치를 나타낸다.

## 관측 사례
NGC 1039 은하에서 발생한 초신성인 SN 2012Z은 1ax형 초신성일 것으로 여겨지며, UT 2012년 1월 29일 15시에 S. B. 센코, W. 리와 A. V. 필리펜코가 릭 천문대 초신성 탐색의 일환인 카츠만 자동 촬영 망원경을 이용하여 발견하였다. 초신성의 중심부에 있던 쌍성 중에서 더 무거운 별이 상당한 양의 수소와 헬륨을 비교적 가벼운 짝별에게 전송하여 백색왜성이 되었다. 따라서 짝별은 더욱 거대해지게 되고 그에 뒤집어 씌인 백색왜성은 짝별의 외곽 수소층을 뜯어내어 헬륨으로 이루어진 중심핵을 남기게 만든다. 결과적으로 백색왜성은 짝별로부터 질량을 흡수하여 불안정하게 되면서 좀비별을 잔해로 두는 초신성으로 폭발한다.
사진에서 초신성 발생 전과 후의 모습을 담아 초신성의 연구 과정을 볼 수 있는데, 좀비별 가설을 확인하기 위해 이 영역은 초신성의 빛이 연구하기 더욱 적합할 만큼 충분히 어두워진 이후인 2015년에 다시 재촬영될 것이다. 발견자는 99%의 확률로 "이전" 사진에서의 별이 초신성과 연관되어 있을 것이며 우연의 일치일 가능성은 없을 것이라 주장하였다. 과학자들은 관측에 대한 다른 가설로 약 30~40 태양 질량의 초중량의 별이 폭발한 것일 수도 있다고 말한다.
이 발견은 그러한 경우를 탐색하기 위해 천문학자들의 장기적인 탐색 과정에서의 중요한 절차이다. SN 2012Z에 관한 관측은 과학자들이 초신성 발생 이후의 성계를 확인할 수 있는 첫 사례였다.
또한 과학자들은 SN 2008ha가 1ax형 초신성일 것으로 여겼으나, SN 2012Z에 비해 상당히 약하다.